# 王迺谦
王迺谦（1930年11月—），男，江苏常熟人，中国口腔颌面外科专家、政治人物，曾任黑龙江省政协副主席，中国农工民主党中央委员会常务委员，第九届全国政协委员。